# Graeme Simsion
Graeme C. Simsion (Auckland, ...) è uno scrittore australiano.

## Biografia
Prima di iniziare a scrivere libri di narrativa, Graeme Simsion era un consulente di sistemi informativi e aveva scritto due libri e numerosi articoli sulla modellazione dei dati. Nel 1982 ha fondato una società di consulenza, che ha successivamente venduto nel 1999. A quel tempo Simsion Bowles and Associates contava oltre settanta impiegati. Ha inoltre cofondato un'attività di distribuzione di vini, Pinot Now con Steven Naughton.
Nel 2006 ha conseguito un dottorato di ricerca presso l'Università di Melbourne nel campo della modellazione dei dati. Egli ha concluso che, in contrasto con l'ipotesi implicita nella maggior parte delle ricerche modellazione dei dati, la modellazione dei dati è meglio caratterizzata come una disciplina del design (il termine design viene usato in senso ampio). Il suo lavoro è stato pubblicato come tesi di dottorato col titolo Data Modeling: Description or Design.
Simsion ha vinto il Victorian Premier's Literary Awards nel 2012 per il suo libro L'amore è un difetto meraviglioso (The Rosie Project). Text Publishing ha venduto i diritti del libro a livello internazionale per oltre 1,8 milioni di dollari. L'amore è un difetto meraviglioso è stato pubblicato in Australia nel mese di gennaio 2014, e da allora ha venduto più di un milione di copie in più di quaranta paesi in tutto il mondo. Simsion inizialmente scrisse L'amore è un difetto meraviglioso come una sceneggiatura, che è stata opzionata da Sony Pictures Entertainment. Il seguito, intitolato L'amore è un progetto pericoloso (The Rosie Effect), è stato pubblicato il 24 settembre 2014 da Text Publishing. Simsion ha annunciato che il suo terzo romanzo sarà intitolato The Best of Adam Sharp. Lui e la sua moglie stanno inoltre collaborando a un romanzo ambientato sul Cammino di Santiago.

### Vita privata
È sposato con Anne Buist e hanno due bambini.

## Opere

### Romanzi
- L'amore è un difetto meraviglioso (The Rosie Project), Milano, Longanesi, 2013 ISBN 978-88-502-3665-7
- L'amore è un progetto pericoloso (The Rosie Effect), Milano, Longanesi, 2015 ISBN 978-88-304-4120-0

### Racconti
- Intervention on the Number 3 Tram, Melbourne Writers Festival, 2015.
- Like It Was Yesterday, Review of Australian Fiction, 2015.
- The Life and Times of Greasy Joe, The Big Issue, 2015.[13]
- A Visit to the Other Side, Conde Nast Traveller, 2013.
- Three Encounters with the Physical, The Age Short Story Award, 2013.[14]
- Cutting, Behind the Wattles, 2012.[15]
- Eulogy for a Sinner, Seven Deadly Sins, 2012.[16]
- A Confession in Three Parts, The Road Home, 2012.[17]
- Savoir Faire, The Road Home, 2012.[17]
- Natural Selection, The Road Home, 2012.[17]
- A Short Submission to the Coroner, Tainted Innocence, 2012.[18]
- GSOH, Tainted Innocence, 2012.[18]
- The Klara Project Phase 1, The Envelope Please, 2007.

## Premi

### L'amore è un progetto pericoloso
- Indie Book Awards, Shortlisted, 2015[19]
- Nielsen BookData Booksellers Choice Award, Shortlisted, 2015[19]
- Australian Book Industry General Fiction Award, Shortlisted, 2015[19]

### L'amore è un difetto meraviglioso
- International IMPAC Dublin Literary Award, Ireland, Longlisted, 2015[20]
- Australian Book Industry's Book of the Year, Winner, 2014[21]
- Australian Book Industry's General Fiction Book of the Year, Winner, 2014[22]
- Nielsen BookData Booksellers Choice Award, Shortlisted, 2014[20]
- Best Debut Fiction, Independent Booksellers of Australia Awards, Shorlisted, 2014[20]
- Waverton Good Read Award, United Kingdom, Shortlisted, 2014[20]
- The Indie Awards, Shortlisted, 2014[20]
- Victorian Premier's Award for Best Unpublished Manuscript, Winner, 2012[23]

### Altri premi
- Doctor of Communication Honoris Causa - RMIT[24]
- The Age Short Story Award 2012 – second with his story Three Encounters with the Physical[25]
- Stringybark Seven Deadly Sins Award 2012 second with his story Eulogy for a Sinner[5]
- Stringybark Short Story Award 2012 three Highly Commended stories that appear in the book The Road Home[5]
- Twisted Stringybark Award 2012 two Highly Commended stories that appear in the book Tainted Innocence[5]
- Stringybark Flash Fiction Award 2012 one Highly Commended story, Cutting that appears in the book Behind the Wattles[5]
- Fellowship of Australian Writers Jennifer Burbidge Award 2007 one Highly Commended story, The Klara Project – Phase 1 that appears in the book The Enveloope Please 2007[26]
- DAMA 2003 Professional Achievement Award[27]
- Fellow of the Australian Computer Society 1998[28]